# Divišova vila
Divišova vila je sídelní vila v Přelouči, která byla postavena v letech 1905 až 1907 podle návrhu architekta Rudolfa Kříženeckého v novobarokním slohu na adrese Nádražní 192, pro zdejšího ředitele cukrovaru a starostu města Jana Vincence Diviše. Objekt je od roku 1958 chráněn jako kulturní památka.

## Historie
Výstavbu vily zadal roku 1905 chemik, ředitel městského cukrovaru a v letech 1914–1919 pak starosta města Přelouče Jan Vincenc Diviš jakožto zhotovení rodinného sídla. Návrh stavby vypracoval pražšký architekt Rudolf Kříženecký, který v Přelouči navrhl například budovu Občanské záložny či zdejší evangelický chrám. Stavba měla bohatě zdobený interiér.
Budova byla po únoru 1948 znárodněna. Ve vile bylo od roku 1974 do počátku devadesátých let umístěno přeloučské městské muzeum. Poté zde od roku 1993 fungoval vícegenerační pečovatelský dům Českobratrské církve evangelické. V roce 2010 město Přelouč objekt prodalo soukromému majiteli, který provedl její rekonstrukci.

## Architektura stavby
Dvoupodlažní vila je volně stojící budova s mansardovou střechou. Nese bohatou novobarokní štukovou a sochařskou výzdobu. Centrální části dominuje balkon v patře. Součástí pozemku stavby je rovněž zahrada s ohradní zdí.

## Další informace
Divišova vila se nachází na trase naučné stezky Procházka po Přelouči s Františkem Filipovským.

## Galerie

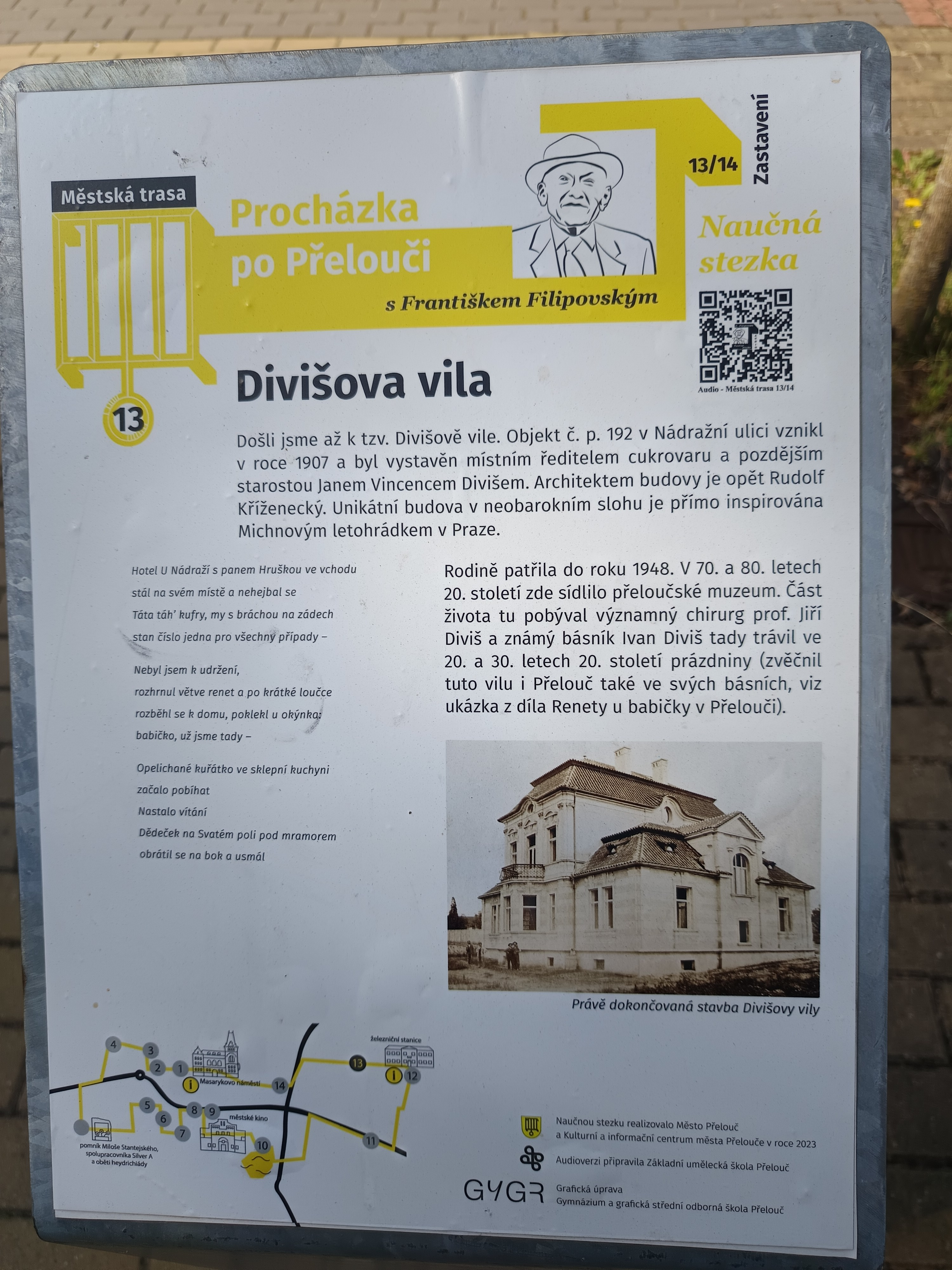